# Tweenies
Tweenies ist ein Fernsehprogramm für junge Kinder, das bei BBC in 390 Episoden ausgestrahlt wurde. Die Sendung lief außerdem von 2001 bis 2002 im deutschen Fernsehen auf KiKA im Morgenprogramm.

## Konzept und Produktion
- Das Grundkonzept wurde von Will Brenton und Iain Lauchlan zusammen mit einigen Kindern erstellt. Das Kinderprogramm wurde von Tell-Tale für die BBC produziert. Iain Lauchlan (ein Moderator bei Play School, Fingermouse und Playdays) erstellte mit Will Brenton (einem Fernseh-Direktor, Autor und Moderator) das Skript. Gemeinsam begannen sie in ihrer eigenen Produktionsgesellschaft Tell-Tale Productions mit der Herstellung der Playdays-Folgen.

- Bei dem Konzept der Kinderserie werden Elemente von den „Teletubbies“ und der „Sesamstraße“ miteinander vereint. Dabei sind die Didaktik und die Dramaturgie an die kognitiven Fähigkeiten der Zielgruppe (drei- bis fünfjährige Kinder) angepasst. Die Sprecher der Charaktere reden langsam und die Reaktionen der Figuren auf neue Informationen werden stark überzeichnet. Zudem werden diese Informationen durch Wiederholung, in Videosequenzen, kleinen Geschichten, Liedern oder Spielen vertieft. Ziel ist es dabei sowohl die Eigenkreativität als auch soziale Kompetenzen zu fördern. Es wird vermittelt, dass Menschen einerseits gleich sind andererseits aber auch sehr unterschiedliche Fähigkeiten und Qualitäten haben. Insgesamt geht der Anspruch der Sendungen jedoch nicht weit über das Niveau von einfachen Pappbüchern hinaus.[2]

- Das Konzept der Vermarktung: Die BBC hat die Serie zudem nach Merchandising-Aspekten konzipiert. Auch im deutschen Spielzeughandel gibt es eine Vielzahl an Tweenie-Plüschfiguren. In Großbritannien sind über 1,7 Millionen Videokassetten zur Serie verkauft worden und viele der Folgen sind in Deutschland ebenfalls auf dem Markt erhältlich. Des Weiteren wurden Alben, Singles, Musik- und Hörspielkassetten oder auch Computerspiele (beispielsweise „Tweenies: Zeit zum Spielen“) herausgebracht.[2]

- Die Animation für die Show wurde von A Productions produziert, einem Animations-Studio mit Sitz in Bristol, England. Einige der frühen Episoden wurden von Ealing Animation erzeugt. Die Computeranimation der Serie wurde von Clockwork Digital erstellt, und Ben Mars zeichnete „Mungo“, die Informatik, die in einigen späteren Episoden gezeigt wurde.

## Ort der Handlung und Ausstattung
- Die Serie spielt in einem Kindergarten, der von vier Tweenies (Milo, Jake, Bella und Fizz) besucht wird. Sie werden von zwei Erwachsenen, Max und Judy, sowie zwei Hunden, Doodles und Izzles ergänzt.

- Die Ausstattung umfasst ein „Tweenie-Licht“ (eine Art Spieluhr) mit fünf runden Lichtern, angeordnet auf einem fünfeckigen Grundriss. Diese Leuchten sind mit den Aufschriften „Tweenie-Tagebuch“, „Tweenie-Basteln“, „Tweenie-Lieder“, „Tweenie-Filme“ und „Tweenie-Geschichten“ versehen. Die „Tweenie-Überraschung“ ist die besondere Zeit, die eintritt, wenn alle fünf Lampen leuchten. In der Mitte der Uhr muss ein Knopf gedrückt werden, um die Zeit, die als Nächstes drankommt, nach dem Zufallsprinzip auszuwählen. Die Uhr wird jedes Mal von einem anderen Tweenie mit den Worten „Wo stoppt das Licht? Wir wissen es nicht!“ betätigt.

## Rezeption
- Kino.de beurteilt die Serie folgendermaßen: „Die knallbunten Tweenies aus Großbritannien begeistern seit 1999 Vorschulkinder zwischen drei und sechs Jahren. In ihrem Heimatland sind die lustigen Puppen längst kleine Stars. Mittlerweile wurden knapp 400 Episoden produziert. Die mehrfach ausgezeichnete Serie wurde in 65 Länder verkauft und lief in Deutschland auf dem KiKa.“[3]

- Spiegel.de (21. Januar 2013): „Am Sonntag strahlte der britische Sender im Kinderprogramm eine Wiederholung der Erfolgsserie The Tweenies aus. Im Mittelpunkt der Folge stand ausgerechnet Jimmy Savile – einst ein beliebter BBC-Moderator, nach seinem Tod als skrupelloser Sexualstraftäter enttarnt.“[4][5]

## Synchronisation
Die Vorbilder für die Charaktere wurden von Sally Preisig von Mimic Productions entworfen die außerdem auch die Kostüme entwickelte. Die Tweenies werden von Schauspielern dargestellt, während die Animationen und deren Stimmen eingespielt wurden.
| Charakter       | Beschreibung                                                                    | Schauspieler                                                                       | Stimme/Animatronic                                | Deutsche Synchronstimme | verwendete Instrumente                                                              |
| Die Kinder      | Die Kinder                                                                      | Die Kinder                                                                         | Die Kinder                                        | Die Kinder              | Die Kinder                                                                          |
| --------------- | ------------------------------------------------------------------------------- | ---------------------------------------------------------------------------------- | ------------------------------------------------- | ----------------------- | ----------------------------------------------------------------------------------- |
| Bella           | blaue Haut mit gelben Haaren – die größte Tweenie                               | Tamsin Heatley                                                                     | Sally Preisig (1999–2000) Emma Weaver (2000–2002) | Jennifer Böttcher       | Harfe, Violine, Bratsche, Cello, Kontrabass, Piano                                  |
| Fizz            | gelbe Haut mit roten Haaren                                                     | Jenny Hutchinson (1999–2000) Angela Reynolds (2000) Francesca Anderson (2001–2002) | Coleen Daley                                      | Anja Topf               | Becken, Xylophon, Snare Drum, Triangel, Bass Drum, Bongos                           |
| Jake            | orange Haut mit einem gelben Irokesenschnitt – der jüngste und kleinste Tweenie | Samantha Dodd Esther Collins (2001–2002)                                           | Justin Fletcher                                   | Jan-David Rönfeldt      | Horn, Tuba, Trompete, Posaune                                                       |
| Milo            | purpurrote Haut mit schwarzen Haaren                                            | C. H. Beck Matthew Lyons                                                           | Bob Golding                                       | Robin Brosch            | Saxophon, Flöte, Fagott, Kontrafagott, Piccoloflöte, Oboe, Klarinette, Englischhorn |
| Die Erwachsenen |                                                                                 |                                                                                    |                                                   |                         |                                                                                     |
| Judy            | hellgrüne Haut mit purpurroten Haaren                                           | Simon Grover                                                                       | Sinead Rushe                                      | Anne Moll               |                                                                                     |
| Max             | dunkelpinke Haut mit weißen Haaren                                              | Simon Grover                                                                       | Bob Golding                                       | Jörg Gillner            |                                                                                     |
| Die Tiere       |                                                                                 |                                                                                    |                                                   |                         |                                                                                     |
| Doodles         | Hund (rot-gelbes Fell)                                                          | Alan Riley                                                                         | Justin Fletcher                                   | Jan Harloff             |                                                                                     |
| Izzles          | Hund (purpur-gelbes Fell)                                                       | Fiona Watkins                                                                      | Coleen Daley                                      |                         |                                                                                     |

## Diskografie

### Alben
| Jahr | Titel                           | Höchstplatzierung, Gesamtwochen, AuszeichnungChartsChartplatzierungen (Jahr, Titel, Platzierungen, Wochen, Auszeichnungen, Anmerkungen) | Anmerkungen                      |
| Jahr | Titel                           | UK | Anmerkungen                      |
| ---- | ------------------------------- | --- | -------------------------------- |
| 2000 | Friends Forever (Beste Freunde) | UK56 Silber · (6 Wo.)UK | Charteinstieg. 25. November 2000 |
| 2001 | The Christmas Album             | UK34 Gold · (6 Wo.)UK | Charteinstieg. 1. Dezember 2001  |
| 2002 | Everybody Dance                 | UK83 (1 Wo.)UK | Charteinstieg. 23. November 2002 |
| 2003 | Greatest Hits                   | — | Erstveröffentlichung: 2003 2 CD  |

### Singles
| Jahr | Titel Album                                    | Höchstplatzierung, Gesamtwochen, AuszeichnungChartsChartplatzierungen (Jahr, Titel, Album, Platzierungen, Wochen, Auszeichnungen, Anmerkungen) | Anmerkungen                       |
| Jahr | Titel Album                                    | UK | Anmerkungen                       |
| ---- | ---------------------------------------------- | --- | --------------------------------- |
| 2000 | Number 1 (Nummer 1)                            | UK5 Silber · (24 Wo.)UK | Charteinstieg. 11. November 2000  |
| 2001 | Best Friends Forever (Für immer beste Freunde) | UK12 (11 Wo.)UK | Charteinstieg. 31. März 2001      |
| 2001 | Do The Lollipop (Tanz den Lollipop)            | UK17 (8 Wo.)UK | Charteinstieg. 4. August 2001     |
| 2001 | I Believe In Christmas                         | UK9 (6 Wo.)UK | Charteinstieg. 15. Dezember 2001  |
| 2002 | Have Fun, Go Mad                               | UK20 (8 Wo.)UK | Charteinstieg. 14. September 2002 |

### Videoalben (Auswahl)
- 1999:  Ready to play; Song Time!; Merry Tweenie Christmas; Party Games, Laughs & Giggles; Song Time is Fab-a-Rooney! ; Animal Friends
- 2000: The Enchanted Toyshop; Song Time 2; Songs and Surprises; Tweenies Live!; Colours are Magic
- 2001: It’s Messy Time; Everybody Panto; Music is Pop-a-Rooney!; Tweenies – Tierische Freunde
- 2002: Doodles’ New Friend; Tweenies Live!: The Christmas-Present; Night-Time Magic; Animal Friends/Party Games, Laughs & Giggles; Tweenies – Los, kommt spielen mit den Tweenies/Tweenie Lieder
- 2003: Let’s Play
- 2004: Jungle Adventure; Let’s All Make Music
- 2005: Fizz! ; It’s Christmas;
- 2006: Song Time: The Complete Collection; The Ultimate Christmas Collection
- 2008: Messy Time Magic
- 2009: Tweenies Live!: Top of the Tots; Practical Jokes

## Bücher und PC-Spiele (Auswahl)
- Tweenies, Zeit zum Spielen. Activision, Blizzard, 2001, ISBN 978-2-84226-426-0.
- Tweenies – Bei Sonne – Bei Regen – Spiel- und Spassbuch. Egmont Verlagsgesellschaft, 2001, ISBN 978-3-614-65921-5.
- Tweenies, Alles für Doodles. Pestalozzi Verlag, 2001, ISBN 978-3-614-49252-2.
- Tweenies. (Hörbuch) BBC Audiobooks Ltd., 2004, ISBN 978-0-563-52791-6.

## Auszeichnungen
BAFTA:
- 2000: Children’s – Pre-School Live Action Award (gewonnen).[8]
- 2001 und 2002: Nominierung für den Children’s – Pre-School Live Action Award.[9]